# Dolichopteryx longipes
O Dolichopteryx longipes é uma espécie de peixe que vive no fundo do Oceano Pacífico e, de acordo com estudos realizados na Universidade de Tübingen, na Alemanha, trata-se do único animal vertebrado que desenvolveu espelhos para enxergar em ambientes com pouca luz, buscando flashes da luz bioluminescente de outros animais.